# هانس فان زیلاند
هانس فان زیلاند (انگلیسی: Hans van Zeeland؛ زادهٔ ۴ مهٔ ۱۹۵۴) بازیکن واترپلو اهل پادشاهی هلند است.